# Sekundærrute 181
Sekundærrute 181 er blandt Danmarks vestligste hovedlandeveje, idet den forløber fra Thy gennem Vestjylland langs Vesterhavet. Sekundærrute 181 er delvis parallel med landets længste primærrute, 11, der blandt andet også forbinder Thy og Vestjylland. Sekundærrute 181 er med sine 200 km formentlig landets længste sekundærrute.
Ruten begynder i Hanstholm ved havnen, hvor også primærrute 26 udspringer, og videre til – Klitmøller – Nørre Vorupør – Agger – via færge over Limfjorden – Thyborøn – Harboøre – Hove v. Lemvig – Thorsminde – Husby – Søndervig – Hvide Sande – Nymindegab – Nørre Nebel – Varde, og ender i ringvejssystemets sydvestlige side i rundkørslen mellem Nordre Boulevard, Hjerting Landevej og Søndermarksvej.
Færgen fra Agger Tange til Harboøre Tange sejler timedrift i dagtimerne. Om aftenen er der ingen forbindelse på tværs af Limfjorden. Den forholdsvis ringe afgangsfrekvens indebærer, at primærrute 11 via Oddesundbroen er væsentlig mere attaktiv, hvis ikke lige turen går f.eks. fra Thyborøn mod Thy.
Link til færgeoverfarten: http://www.thyboronagger.dk/
Link til kort over sekundærrute 181's forløb